# جاكوب إنجل
جاكوب إنجل (بالعبرية: יעקב אנגל‏) هو شخصية أعمال إسرائيلي، ولد في 17 يناير 1949.